# Clube Desportivo de Almodôvar
O Clube Desportivo de Almodôvar é um clube de futebol português, localizado na vila de Almodôvar, distrito de Beja. Foi fundado em 24 de abril de 1981.
Instagram do Clube
https://www.instagram.com/cdalmodovar?igsh=MTlrdXA3M3Rwbmk1bw==
Tiktok do Clube
https://www.tiktok.com/@cdalmodovar?_t=8ig4x0yW9Uu&_r=1

## Futebol
Na presente época 2023/24 o clube joga na competição AF Beja 1ª Divisão.

### Palmarés
- COMPETIÇÕES REGIONAIS (4 TÍTULOS)

AF BEJA 1ª DIVISÃO 2012/13
AF BEJA 2ª DIVISÃO 2001/02
AF BEJA 1ª DIVISÃO TAÇA DE HONRA 2018/19
AF BEJA SUPERTAÇA 2012/13